# Palythoa glutinosa
Palythoa glutinosa is een Zoanthideasoort uit de familie van de Sphenopidae. De wetenschappelijke naam van de soort is voor het eerst geldig gepubliceerd in 1864 door Duchassaing & Michelotti.